# Christian Schappler
Christian Gottfried Schappler, auch: Schapler, (* 27. Oktober 1877 in Vandans; † 21. Oktober 1961 ebenda) war ein österreichischer Politiker (CSP), Jagdaufseher und Landwirt. Er war von 1934 bis 1938 Abgeordneter zum Vorarlberger Landtag. 

## Ausbildung und Beruf
Schappler besuchte die vierklassige Volksschule in Vandans und leistete 1898 seinen Militärdienst in Innsbruck ab. Er war beruflich in der elterlichen Landwirtschaft tätig und erlernte zudem das Handwerk des Zimmermanns und war als Holzfäller beschäftigt. Zwischen 1913 und 1917 arbeitete er als Briefträger in Vandans. Während des Ersten Weltkriegs diente er 1917 sechs Wochen als Standschütze an der Front in Südtirol. Er war danach als Alphirte tätig und war von 1919 bis 1941 als Jagdaufseher, Revier- und Oberjäger beschäftigt. Danach war er während des Zweiten Weltkriegs von 1941 bis 1945 Landwirt.

## Politik und Funktionen
Schappler war Mitglied der Christlichsozialen Partei und wirkte als Obmann der Ortsgruppe Vandans. Er wirkte von 1917 bis 1931 als Mitglied der Gemeindevertretung von Vandans und war zudem von 1927 bis 1931 Mitglied des Gemeinderates. Des Weiteren wirke er von 1931 bis 1938 als Gemeindevorsteher der Gemeinde Vandans. 1934 wurde er als Standesvertreter des Berufsstandes Land- und Forstwirtschaft vom Vorarlberger Landeshauptmann zum Mitglied des Ständischen Landtags berufen und gehörte in der Folge während der Zeit des Ständestaates bzw. des Austrofaschismus vom 14. November 1934 bis zum Anschluss Österreichs am 12. März 1938 dem Landtag an. Nach dem Zweiten Weltkrieg wurde Schappler Mitglied der neugegründeten Österreichischen Volkspartei und wirkte als Obmann der Ortsgruppe Vandans. Zudem war er erneut von 1945 bis 1947 Gemeindevorsteher von Vandans.
Schappler war des Weiteren Mitbegründer der Harmoniemusik Vandans und Mitglied des Kirchenchor Vandans. Er engagierte sich zudem als Mitglied der Freiwilligen Feuerwehr Vandans und war Mitglied sowie in der Folge Vorsitzender des Pfarrkirchenrates Vandans. Er war zudem Mitglied und Kammerrat der Vorarlberger Bauernkammer sowie Mitglied des Landesbauernrates.

## Auszeichnungen
- Ernennung zum Ökonomierat (1951)
- Ehrenbürger der Gemeinde Vandans (1955)
- Ehrenobmann der Freiwilligen Feuerwehr Vandans

## Privates
Schappler wurde als Sohn des Landwirts, Gemeindevorstehers und Landtagsabgeordneten Gottfried Schappler (1840–1921) und dessen Gattin Maria Katharina Bitschnau (1847–1933) geboren. Er heiratete am 7. November 1910 Maria Rosina Schoder (1874–1950) und wurde 1915 Vater einer Tochter.